# Thomas Espin
Thomas Henry Espinell Compton Espin (también conocido como T. H. E. C. Espin) (28 de mayo de 1858 - 2 de diciembre de 1934) fue un clérigo y astrónomo aficionado británico.

## Semblanza
Era hijo de Thomas Espin, Canciller de la diócesis de Chester, y de Elizabeth Jessop.
Se interesó en la astronomía durante la aparición del "Cometa Coggia" en 1874.
Fue un astrónomo aficionado muy activo, caracterizado por ser un observador muy habilidoso. En 1876 conoció al reverendo Thomas William Webb, a quien asistió en la recopilación del popular libro "Celestial Objects for Common Telescopes" (Objetos Celestiales para Telescopios Comunes). Después de la muerte de Webb, publicó las ediciones quinta y sexta del libro, ampliando su contenido. Descubrió numerosas nebulosas, estrellas variables, y más de 2500 estrellas dobles. Realizó un gran número de observaciones del espectro de estrellas, y en particular se dedicó a la búsqueda de estrellas rojas (especialmente al comienzo de su carrera), de las que publicó un catálogo.
Fue elegido miembro de la Real Sociedad Astronómica el 11 de enero de 1878. Recibió la Medalla Jackson-Gwilt de la Real Sociedad Astronómica en 1913.
Descubrió la estrella Nova Lacertae 1910.
Sus otras aficiones científicas incluían la botánica, la geología y el estudio de radiografías; su estudio de los fósiles le llevó a rechazar la teoría de Darwin de la evolución.
En 1888 fue nombrado vicario de la localidad de Tow Law, cargo en el que permaneció hasta su muerte. También ejerció como magistrado del condado durante 35 años a partir de 1891, siendo además presidente de las Sesiones de los condados de Stanhope y Wolsingham. Nunca se casó.

## Eponimia
- El cráter lunar Espin lleva este nombre en su memoria.

### Necrologías
- MNRAS 95 (1935) 319–322
- Obs 58 (1935) 27–29

- Datos: Q7668289